# Distrito de Krotoszyn
Krotoszyn (polaco: powiat krotoszyński) es un distrito (powiat) del voivodato de Gran Polonia (Polonia). Fue constituido el 1 de enero de 1999 como resultado de la reforma del gobierno local de Polonia aprobada el año anterior. Limita con otros seis distritos: al norte con Jarocin, al nordeste con Pleszew, al este con Ostrów Wielkopolski, al sur con Milicz, al suroeste con Rawicz y al oeste con Gostyń; y está dividido en seis municipios (gmina): uno urbano (Sulmierzyce), cuatro urbano-rurales (Kobylin, Koźmin Wielkopolski, Krotoszyn y Zduny) y uno rural (Rozdrażew). En 2011, según la Oficina Central de Estadística polaca, el distrito tenía una superficie de 713,68 km² y una población de 77 471 habitantes.